# Midnights
Midnights (en español: «Medianoches») es el décimo álbum de estudio de la cantautora estadounidense Taylor Swift. El álbum se lanzó el 21 de octubre de 2022 a través de Republic Records. Anunciado en los MTV Video Music Awards de 2022, el álbum marca el primer trabajo nuevo de Swift desde sus álbumes de 2020, Folklore y Evermore. Midnights es un álbum conceptual sobre la contemplación nocturna, escrito y producido por Swift con Jack Antonoff como principal colaborador.
El álbum está inspirado en «13 noches de insomnio» de la vida de Swift. Adoptó una estética visual glamurosa para el álbum, inspirada en la moda y el arte de los años 70. Dejando de lado el sonido folk alternativo de Folklore y Evermore, Swift experimentó con la electrónica, el synth-pop, el dream pop, el bedroom pop y los estilos musicales chill-out en Midnights, empleando grooves sutiles, sintetizadores vintage, cajas de ritmos y ritmos hip hop. Su temática contiene letras confesionales y a la vez crípticas, en las que habla de autocrítica, seguridad en sí misma, inseguridad, ansiedad e insomnio.
Tras la escasa promoción de sus álbumes de 2020, Swift volvió a un lanzamiento tradicional de álbumes con Midnights. Reveló la lista de canciones en una serie de TikTok llamada Midnights Mayhem with Me desde el 21 de septiembre hasta el 7 de octubre de 2022, y reveló una participación de Lana Del Rey en la cuarta pista, «Snow on the Beach». El 21 de octubre se publicaron por sorpresa siete temas extra que están incluidos en el álbum Midnights 3AM Edición, seguidos de los vídeos musicales de «Anti-Hero» y «Bejeweled», el primero de los cuales es el sencillo principal y supuso el noveno número uno de Swift en la lista Billboard Hot 100.
El álbum Midnights marca un punto altamente importante en su carrera, ya que este le dio su decimotercer Grammy como "Mejor Album Pop Vocal" y su décimo cuarto Grammy al "Album del año" haciéndola acreedora al título como "La única artista en la historia en haber ganado 4 Grammys al album del año"
Midnights recibió elogios generalizados de la crítica musical, que alabó su contenida producción, su cándida composición y sus cadencias vocales. El álbum batió el récord de Spotify de mayor número de transmisiones en un solo día para un álbum, y se convirtió un gran éxito comercial en todos los formatos musicales. Ha encabezado las listas de éxitos en 30 territorios, entre ellos Alemania, Australia, Canadá, España, Francia, Italia y el Reino Unido. El álbum debutó en el número 1 del Billboard 200 con 1 578 000 unidades vendidas en su primera semana registrando la mayor semana debut en Estados Unidos del 2022 y convirtiéndose en el primer álbum en debutar con más de 1 millón de unidades en 5 años desde Reputation. También fue el undécimo álbum de Swift en llegar al número uno de la lista Billboard 200 y colocó 10 canciones en los primeros 10 puestos del Billboard Hot 100 siendo la única artista en ocupar las 10 primeras posiciones de la lista. Para apoyar Midnights, entre otros álbumes, Swift se embarcó en la gira The Eras Tour en 2023.

## Antecedentes
Tras una disputa por la venta de los másteres de sus seis primeros álbumes de estudio en 2019, la cantante y compositora estadounidense Taylor Swift anunció sus planes de regrabar estos discos. En 2021 publicó las dos primeras regrabaciones, Fearless (Taylor's Version) y Red (Taylor's Version). Este último incluía la versión original de 10 minutos de su canción de 2012 «All Too Well», así como el correspondiente cortometraje escrito y dirigido por Swift. Los principales medios de comunicación esperaban que lanzara la tercera regrabación a continuación.

Nos desvelamos en el amor y en el miedo, en la confusión y en las lágrimas. Miramos fijamente a las paredes y bebemos hasta que nos contestan. Nos retorcemos en nuestras propias jaulas y rezamos para que no estemos a punto de cometer un error que nos altere la vida. Esta es una colección de música escrita en medio de la noche, un viaje a través de terror y dulces sueños. Los suelos que pisamos y los demonios a los que nos enfrentamos. Para todos los que hemos dado vueltas en la cama y hemos decidido mantener las linternas encendidas e ir en busca, esperando que tal vez, cuando el reloj dé las doce... nos encontremos a nosotros mismos.
Swift presentando Midnights en sus redes sociales.

Swift obtuvo cinco nominaciones por el cortometraje en los MTV Video Music Awards 2022, el 28 de agosto de 2022, ganando tres premios. En su discurso de aceptación del premio al Vídeo del Año, anunció un «flamante» álbum de estudio cuyo lanzamiento está previsto para el 21 de octubre de 2022. Poco después de la revelación, la página web oficial de Swift se actualizó con un reloj de cuenta atrás y una frase que decía «Meet me at midnight». Sus cuentas en las redes sociales también se actualizaron con la frase, y las lonas de algunas de las canciones de Swift en Spotify se cambiaron por un visual con el mismo reloj contando hasta la medianoche. Esa medianoche, Swift desveló el nombre de su décimo álbum de estudio, Midnights, junto con una premisa escrita, y publicó una versión provisional de la portada en sus cuentas de las redes sociales. Describió el álbum como «las historias de 13 noches de insomnio repartidas por mi vida».

## Composición y producción
Jack Antonoff ha sido confirmado como productor de Midnights. Swift concibió la canción de apertura, «Lavender Haze», tras encontrarse con la frase de los años 50 «in the lavender haze» en la serie dramática de época, Mad Men. Escribió la canción sobre la protección de su relación romántica frente a comentarios no solicitados en Internet, como «rumores raros» y «cosas de la prensa sensacionalista». En la tercera canción, «Anti-Hero», Swift detalló sus inseguridades, como la lucha por «no sentirse como una persona».

## Lanzamiento y promoción

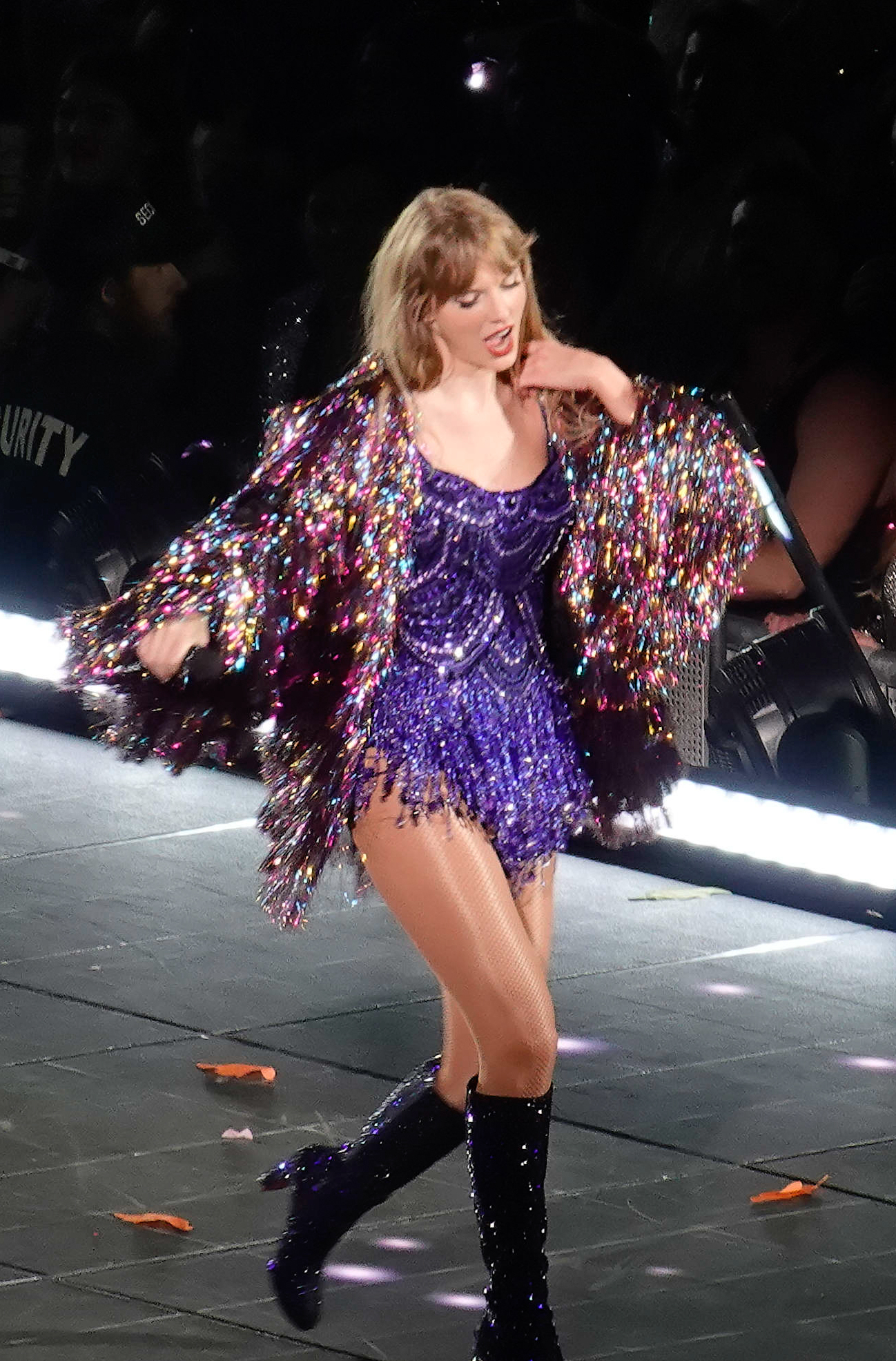
The Eras Tour-Arlington, Texas, 31 de marzo de 2023.

Midnights salió a la venta el 21 de octubre de 2022. El álbum se ha puesto a disposición de los interesados para su reserva y pedido anticipado en su sitio web.
Para «desafiar» su rutina habitual de incorporar easter eggs para insinuar información, Swift lanzó una serie de vídeos en TikTok llamada Midnights Mayhem with Me, compuesta por 13 episodios entre el 21 de septiembre y el 7 de octubre de 2022. Desveló la lista de canciones en un orden aleatorio en la serie, una canción por episodio, delante de un telón de fondo, acompañada de una melodía de ascensor. Una jaula de lotería que contiene 13 pelotas de ping pong numeradas del uno al trece, cada una de las cuales representaba un tema del álbum, se hacía rodar, y cuando caía una bola, Swift revelaba el título del tema correspondiente del álbum, a través de un teléfono. El primer episodio reveló la decimotercera pista «Mastermind», y en el último episodio reveló el cuarto tema, «Snow on the Beach» que cuenta con la participación de Lana Del Rey.

### Portada
La portada estándar de Midnights es minimalista. Se inspira en las antiguas fundas de los LP, cuyas canciones se enumeran en la portada; sin embargo, los temas se titulan temporalmente como «Pista uno», «Pista dos» y «Pista tres»  hasta la «Pista trece», esto con el objetivo de ir presentando el nombre de las canciones de a poco mediante la plataforma TikTok, con Midnights, Mayhem With Me. La fotografía de Swift que aparece en la obra de arte la muestra con una sombra de ojos azul, un delineador de ojos negro y sus característicos labios rojos, observando un encendedor brillante sostenido cerca de su cara. El título del álbum y la lista de canciones aparecen en un degradado azul. La edición en vinilo de la portada, publicada por Swift a través de sus redes sociales, divide la lista de canciones en una cara A y una cara B, lo que indica un LP de dos caras. También se publicaron tres variantes en color de edición limitada del álbum físico, con diferentes ilustraciones de la portada, y una edición de lujo con tres temas extra. El reverso de la edición estándar y de las tres ediciones alternativas representa cada uno un cuarto de sector de una esfera; cuando se ensamblan y se combinan con un mecanismo de reloj que se vende por separado, forman un reloj que funciona.

### Respuesta de los medios de comunicación
Los medios de comunicación especularon con que el atuendo de Moschino que lució Swift en la fiesta posterior a los VMAs—un minirrevestido azul marino adornado con estrellas plateadas—se inspiraba en la estética del álbum. La medianoche es un tópico lírico recurrente en la música de Swift, que ha sido utilizado en diferentes contextos y puntos de vista en sus álbumes. The A.V. Club acogió Midnights como un álbum conceptual que expande el «motivo artístico en un álbum completo». Los medios de comunicación destacaron además la incorporación del número de la suerte de Swift, el 13, en el número de pistas, una tradición que ella había implementado en su música y en su carrera en múltiples ocasiones. Time alabó la longitud de la lista de canciones, calificándola de una «alineación concisa» para Swift, cuyo último álbum, Red (Taylor's Version), constaba de 30 temas. Variety informó que «ha habido una curiosidad» con respecto al género del álbum en internet, si Midnights «continuaría en esa vena más tenue, acústica y americana» de sus discos de 2020, Folklore y Evermore, o volvería al «pop puro» de Lover (2019) y sus predecesores inmediatos. The New York Times calificó a Swift de «fuerza creativa inquieta» por lanzar cinco álbumes en tres años y esperaba que Midnights se convirtiera en uno de los álbumes más vendidos de 2022, a pesar de su lanzamiento en octubre. La revista Rolling Stone calificó el álbum como un "clásico instantáneo" unos minutos posteriores al lanzamiento del disco. El presentador de televisión estadounidense Jimmy Fallon descifró los supuestos easter eggs del álbum como parte de un sketch en el episodio del 19 de septiembre de 2022 de The Tonight Show Starring Jimmy Fallon. Pitchfork y Time nombró a Midnights como uno de los álbumes más esperados del otoño de 2022.

### Sencillos
«Anti-Hero» es el sencillo principal de Midnights. Republic Records lanzará la canción en las estaciones de radio estadounidense emisoras del hot adult contemporary el 24 de octubre, seguido por las de éxitos contemporáneos (top 40) el 25 de octubre.
«Bejeweled» fue lanzado el 24 de octubre de 2022 como el primer sencillo promocional de Midnights, 4 días después de la salida del álbum.
«Lavender Haze» fue lanzado el 27 de enero de 2023 junto a su video musical como el segundo sencillo oficial de Midnights
El remix de «Karma» junto con la rapera Ice Spice fue lanzado, con su video musical, el 27 de mayo de 2023 como el tercer sencillo oficial del álbum.

## Impacto
Billboard calificó el inesperado anuncio del álbum de Swift en los Video Music Awards como un momento «que acapara titulares». Bruce Gillmer, productor de los premios, habló con la revista sobre el aumento de la audiencia y sobre cómo Midnights dio un «gran impulso» a los índices de audiencia. El sitio web oficial de Swift también se colapsó debido al intenso tráfico que siguió a sus primeras publicaciones en las redes sociales sobre el álbum. La portada del álbum se convirtió en una tendencia en Internet, imitada y parodiada por los usuarios de las redes sociales, incluidas las cuentas oficiales de marcas, organizaciones y celebridades. Un hotel boutique de cinco estrellas en Francia —Royal Champagne Hotel & Spa— ofreció un paquete especial de lujo inspirado en el álbum llamado «The Royal Sleep Experience»; también entró en vigor un descuento del 13 % durante 13 días después del lanzamiento del álbum.

## Lista de canciones
| Midnights – Edición estándar |                                              |                                                                         |                                             |          |  |
| N.º                          | Título                                       | Escritor(es)                                                            | Productores                                 | Duración |  |
| 1.                           | «Lavender Haze»                              | Taylor Swift Jack Antonoff Zoë Kravitz Mark Spears Jahaan Sweet Sam Dew | Swift Antonoff Soundwave Sweet Braxton Cook | 3:22     |  |
| 2.                           | «Maroon»                                     | Swift Antonoff                                                          | Swift Antonoff                              | 3:28     |  |
| 3.                           | «Anti-Hero»                                  | Swift Antonoff                                                          | Swift Antonoff                              | 3:20     |  |
| 4.                           | «Snow on the Beach» (featuring Lana del Rey) | Swift Del Rey Antonoff                                                  | Swift Antonoff                              | 4:16     |  |
| 5.                           | «You're on Your Own, Kid»                    | Swift Antonoff                                                          | Swift Antonoff                              | 3:14     |  |
| 6.                           | «Midnight Rain»                              | Swift Antonoff                                                          | Swift Antonoff                              | 2:54     |  |
| 7.                           | «Question...?»                               | Swift Antonoff                                                          | Swift Antonoff                              | 3:30     |  |
| 8.                           | «Vigilante Shit»                             | Swift                                                                   | Swift Antonoff                              | 2:44     |  |
| 9.                           | «Bejeweled»                                  | Swift Antonoff                                                          | Swift Antonoff                              | 3:14     |  |
| 10.                          | «Labyrinth»                                  | Swift Antonoff                                                          | Swift Antonoff                              | 4:07     |  |
| 11.                          | «Karma»                                      | Swift Antonoff Spears Sweet Keanu Torres                                | Swift Antonoff Soundwave Keanu Beats Sweet  | 3:24     |  |
| 12.                          | «Sweet Nothing»                              | Swift William Bowery                                                    | Swift Antonoff                              | 3:08     |  |
| 13.                          | «Mastermind»                                 | Swift Antonoff                                                          | Swift Antonoff                              | 3:11     |  |
| 44:02                        |                                              |                                                                         |                                             |          |  |

| Midnights – Edición 3AM |                                 |                           |                          |          |  |
| N.º                     | Título                          | Escritor(es)              | Productores              | Duración |  |
| 14.                     | «The Great War»                 | Swift Aaron Dessner       | Swift Dessner            | 4:00     |  |
| 15.                     | «Bigger than the Whole Sky»     | Swift Antonoff            | Swift Antonoff           | 3:38     |  |
| 16.                     | «Paris»                         | Swift Antonoff            | Swift Antonoff           | 3:16     |  |
| 17.                     | «High Infidelity»               | Swift Dessner             | Swift Dessner            | 3:51     |  |
| 18.                     | «Glitch»                        | Swift Antonoff Spears Dew | Swift Antonoff Soundwave | 2:28     |  |
| 19.                     | «Would've, Could've, Should've» | Swift Dessner             | Swift Dessner            | 4:20     |  |
| 20.                     | «Dear Reader»                   | Swift Antonoff            | Swift Antonoff           | 3:45     |  |
| 69:20                   |                                 |                           |                          |          |  |

| Midnights – Edición de Target |                                           |                        |                        |          |  |
| N.º                           | Título                                    | Escritor(es)           | Productor              | Duración |  |
| 14.                           | «Hits Different»                          | Swift Antonoff Dessner | Swift Antonoff Dessner | 3:54     |  |
| 15.                           | «You're on Your Own, Kid» (Strings Remix) | Swift Antonoff         | Swift Antonoff         | 3:20     |  |
| 16.                           | «Sweet Nothing» (Piano Remix)             | Swift Bowery           | Swift Antonoff         | 3:28     |  |
| 54:50                         |                                           |                        |                        |          |  |

| Midnights – Edición The Til Dawn |                                                   |                                          |                                     |          |  |
| N.º                              | Título                                            | Escritor(es)                             | Productor(es)                       | Duración |  |
| 21.                              | «Hits Different»                                  | Swift Antonoff Dessner                   | Swift Antonoff Dessner              | 3:54     |  |
| 22.                              | «Snow on the Beach» (featuring More Lana Del Rey) | Swift Del Rey Antonoff                   | Swift Antonoff                      | 3:49     |  |
| 23.                              | «Karma» (featuring Ice Spice)                     | Swift Antonoff Spears Sweet Keanu Torres | Swift Antonoff Sounwave Keanu Beats | 3:24     |  |
| 81:54                            |                                                   |                                          |                                     |          |  |

| Midnights – Edición The Late Night |                                                   |                                          |                                     |          |  |
| N.º                                | Título                                            | Escritor(es)                             | Productor(es)                       | Duración |  |
| 14.                                | «The Great War»                                   | Swift Dessner                            | Swift Dessner                       | 4:00     |  |
| 15.                                | «Bigger Than the Whole Sky»                       | Swift                                    | Swift Antonoff                      | 3:38     |  |
| 16.                                | «High Infidelity»                                 | Swift Dessner                            | Swift Dessner                       | 3:51     |  |
| 17.                                | «Would've, Could've, Should've»                   | Swift Dessner                            | Swift Dessner                       | 4:20     |  |
| 18.                                | «Dear Reader»                                     | Swift Antonoff                           | Swift Antonoff                      | 3:45     |  |
| 19.                                | «You're Losing Me» (From The Vault)               | Swift Antonoff Dessner                   | Swift Antonoff                      | 4:37     |  |
| 20.                                | «Snow on the Beach» (featuring More Lana Del Rey) | Swift Del Rey Antonoff                   | Swift Antonoff                      | 3:49     |  |
| 21.                                | «Karma» (featuring Ice Spice)                     | Swift Antonoff Spears Sweet Keanu Torres | Swift Antonoff Sounwave Keanu Beats | 3:24     |  |

## Posicionamiento en listas
| Lista (2022)                        | Mejor posición |
| ----------------------------------- | -------------- |
| Alemania (Offizielle Top 100)       | 1              |
| Argentina (CAPIF)                   | 1              |
| Australia (ARIA)                    | 1              |
| Austria (Ö3 Austria)                | 1              |
| Bélgica (Ultratop Flandes)          | 1              |
| Bélgica (Ultratop Valonia)          | 1              |
| Canadá (Billboard Canadian Albums)  | 1              |
| Croacia (Top Lista Prodaje)         | 2              |
| Dinamarca (Hitlisten)               | 1              |
| Escocia (Official Charts)           | 1              |
| Eslovaquia (ČNS IFPI)               | 1              |
| España (PROMUSICAE)                 | 1              |
| Estados Unidos (Billboard 200)      | 1              |
| Finlandia (Suomen virallinen lista) | 1              |
| Francia (SNEP)                      | 1              |
| Hungría (MAHASZ)                    | 4              |
| Islandia (Tonlistinn)               | 1              |
| Italia (FIMI)                       | 1              |
| Irlanda (IRMA)                      | 1              |
| Japón Combined Albums (Oricon)      | 7              |
| Japón Hot Albums (Billboard Japan)  | 8              |
| Lituania (AGATA)                    | 1              |
| Noruega (VG-lista)                  | 1              |
| Nueva Zelanda (RMNZ)                | 1              |
| Países Bajos (Dutch Charts)         | 1              |
| Polonia (ZPAV)                      | 4              |
| Portugal (AFP)                      | 1              |
| Reino Unido (Official Charts)       | 1              |
| República Checa (ČNS IFPI)          | 1              |
| Suecia (Sverigetopplistan)          | 1              |
| Suiza (Schweizer Hitparade)         | 1              |

## Certificaciones
| País           | Organismo certificador | Certificación | Ventas certificadas | Ref.   |
| -------------- | ---------------------- | ------------- | ------------------- | ------ |
| Alemania       | BVMI                   | Platino       | 200 000             | [ 78 ] |
| Australia      | ARIA                   | 3x Platino    | 210 000             | [ 79 ] |
| Austria        | IFPI Austria           | Platino       | 15 000              | [ 80 ] |
| Bélgica        | BEA                    | Oro           | 10 000              | [ 81 ] |
| Canadá         | Music Canada           | 2x Platino    | 160 000             | [ 82 ] |
| Dinamarca      | IFPI Dinamarca         | 2x Platino    | 40 000              | [ 83 ] |
| España         | Promusicae             | 2x Platino    | 80 000              | [ 84 ] |
| Estados Unidos | RIAA                   | 2x Platino    | 2 000 000           | [ 85 ] |
| Francia        | SNEP                   | Platino       | 100 000             | [ 86 ] |
| Italia         | FIMI                   | Platino       | 50 000              | [ 87 ] |
| México         | AMPROFON               | Platino       | 140 000             | [ 88 ] |
| Noruega        | IFPI Noruega           | Oro           | 10 000              | [ 89 ] |
| Nueva Zelanda  | Recorded Music NZ      | 5x Platino    | 75 000              | [ 90 ] |
| Polonia        | ZPAV                   | 2x Platino    | 40 000              | [ 91 ] |
| Reino Unido    | BPI                    | 3x Platino    | 900 000             | [ 92 ] |
| Suiza          | IFPI Suiza             | Oro           | 10 000              | [ 93 ] |

## Historial de lanzamientos
| Región         | Fecha                   | Formato(s)                              | Edición  | Sello(s) discográfico(s) | Ref.   |
| -------------- | ----------------------- | --------------------------------------- | -------- | ------------------------ | ------ |
| Varios         | 21 de octubre de 2022   | Casete CD descarga digital streaming LP | Estándar | Republic                 | [ 94 ] |
| Estados Unidos | 21 de octubre de 2022   | CD LP                                   | Target   | Republic                 | [ 45 ] |
| Brasil         | 30 de noviembre de 2022 | CD                                      | Estándar | Universal Music Brasil   | [ 95 ] |